# Isaac el Armenio

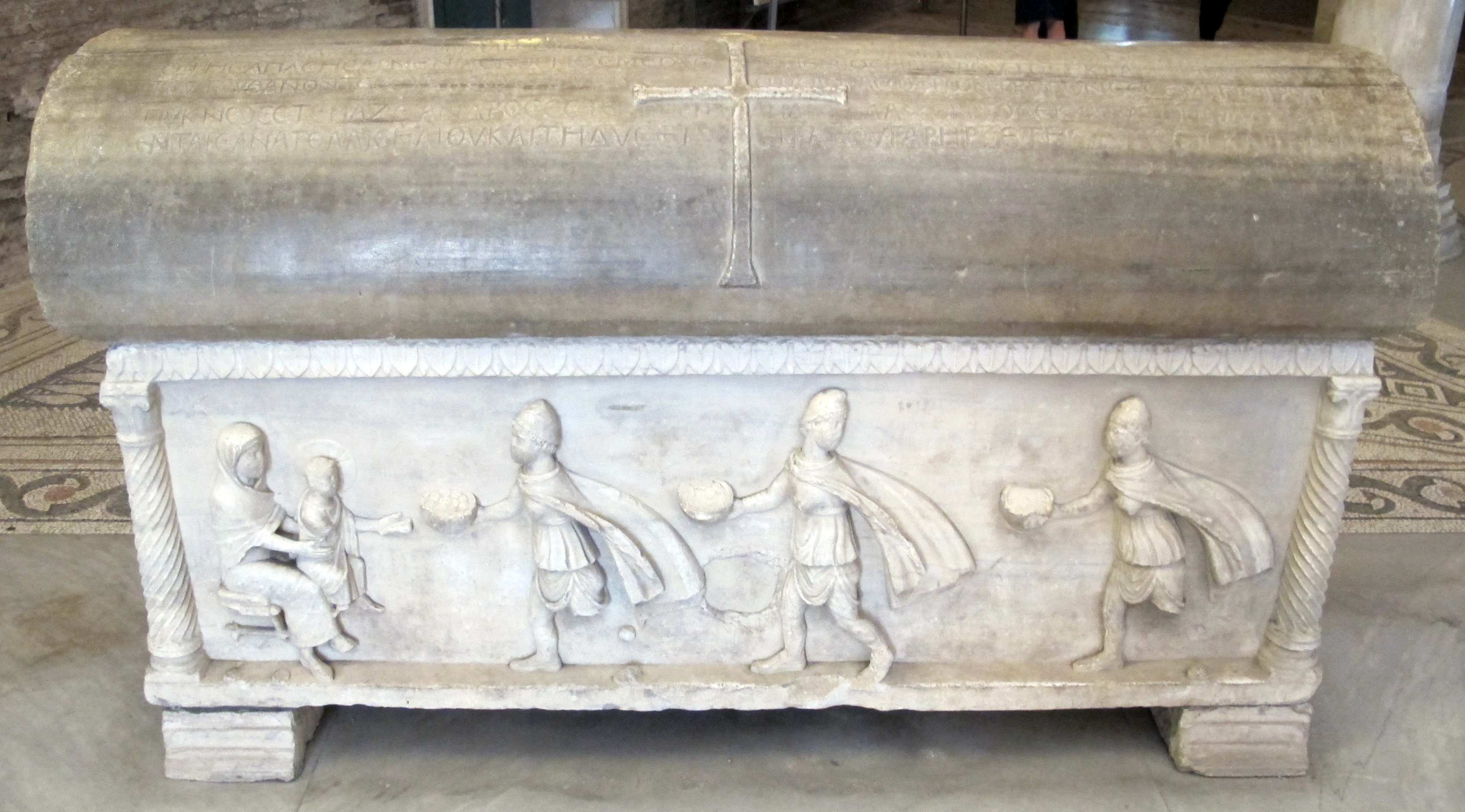
Sarcófago de Isaac en la iglesia de San Vital de Rávena.

Isaac el Armenio fue un patricio y exarca de Rávena procedente del clan armenio Camsaracano (Kamsarakan). Poco conocido por las fuentes, la cronología del Exarcado en este período es incierta. Probablemente sucedió a Eleuterio y sirvió entre c. 625 y c. 643.
Isaac fue leal al emperador bizantino y a su herencia griega. Como tal, se opuso firmemente a la Iglesia romana, que desafió su autoridad y la del emperador.

## Biografía
La Crónica de Fredegar narra una historia de cómo Isaac mató mediante engaño a Taso, duque rebelde de Toscana, por petición del rey lombardo Arioaldo a cambio de una reducción en los tributos. Sin embargo, según Pablo el Diácono, fue el patricio Gregorio quien mató a los duques de Friuli, Taso y Caco.
En 638, el emperador del Imperio romano de Oriente, Heraclio exigió que el nuevo papa Severino firmara su Ecthesis, una profesión de fe monotelita. Ante la negativa de Severino, Heraclio se negó a reconocer al papa y envió a un oficial llamado Mauricio para negociar con el papado. Mauricio, después de llegar a Roma, tomó Letrán y alentó a Isaac a venir a la ciudad. Isaac lo hizo así; luego residió brevemente en Letrán y finalmente, con Mauricio saqueó el palacio. Parte del tesoro fue enviado a Heraclio y gran parte del resto fue a parar al exarca. Algún tiempo después, Mauricio intentó repetir el saqueo, pero para evitar compartir la riqueza, negó el reconocimiento al exarca. Isaac entonces, capturó a Mauricio y lo hizo ejecutar.
El rey lombardo Rotario conquistó todas las posesiones imperiales en Liguria, así como gran parte de las de la región de Emilia, alrededor de 643. Una importante batalla fue librada entre los lombardos y las tropas del Exarcado en las orillas del río Panaro que terminó en una derrota para los romanos orientales, con varios miles de soldados muertos. Aunque allí mismo probablemente Isaac murió luchando contra los lombardos, el autor de la vida del papa Teodoro en el Liber Pontificalis narra que Isaac murió de un derrame cerebral.
Hay un sarcófago de Isaac ubicado en el Sancta Sanctorum de la iglesia de San Vital de Rávena, que contiene representaciones de Daniel, la adoración de los Reyes Magos y Lázaro.